# 1996년 하계 올림픽 에콰도르 선수단
1996년 하계 올림픽 에콰도르 선수단은 미국 애틀란타에서 열린 1996년 하계 올림픽에 참가한 에콰도르 선수단이다.

## 메달리스트

### 금메달
- 헤페르손 페레스 - 육상 남자 20km 경보

## 종목별 성적

### 육상
남자 10000m
- 실비오 구에라

남자 마라톤
- 롤란도 베라 — 2시간 17분 40초 (→22위)

남자 20km 경보
- 헤페르손 페레스 — (→  금메달)

여자 마라톤
- 마르타 테노리오 — DNF

### 복싱
남자 웰터급
- 루이스 에르난데스
  - 1라운드 — 모로코의 카빌 라흐센에게 9대 18로 패배

남자 헤비급
- 톰프손 가르시아
  - 1라운드 — 조지아의 게오르기 칸델라키에게 패배

### 사이클
- 파울로 카이케도
- 페드로 로드리구에스
- 엑토르 칠레스

### 요트
- 가스톤 베나디

### 사격
- 마르가리타 팔코니

## 같이 보기
- 올림픽 에콰도르 선수단